# Institut für Luft- und Raumfahrtmedizin
Das Institut für Luft- und Raumfahrtmedizin ist eine Forschungseinrichtung des Deutschen Zentrums für Luft- und Raumfahrt e.V. (DLR) an den Standorten Köln  (Porz) und Hamburg. Innerhalb des DLR e.V. ist das Institut für Luft- und Raumfahrtmedizin die einzige Forschungseinrichtung, die sich mit den lebenswissenschaftlichen Fragestellungen befasst.
Das Institut für Luft- und Raumfahrtmedizin wird seit 2016 von Jens Jordan geleitet. Es forscht interdisziplinär zu den Themen Gesunderhaltung und Leistungsfähigkeit des Menschen im Weltraum, in der Luftfahrt und auf der Erde und kooperiert mit internationalen Forschungseinrichtungen wie der NASA und ESA. Die biologische, medizinische und psychologische Forschung des Instituts untersucht die Auswirkungen von Umweltbedingungen auf grundlegende Mechanismen der menschlichen Gesundheit sowie auf die Lebensbedingungen und die Leistungsfähigkeit des Menschen. Forschungsanlagen wie das Envihab sollen integrative lebenswissenschaftliche Forschung ermöglichen.

## Abteilungen
- Abteilung Klinische Luft- und Raumfahrtmedizin
- Abteilung Luft- und Raumfahrtpsychologie
- Abteilung Muskel- und Knochenstoffwechsel
- Abteilung Kardiovaskuläre Luft- und Raumfahrtmedizin
- Abteilung Schlaf und Humanfaktoren
- Abteilung Gravitationsbiologie
- Abteilung Strahlenbiologie